# عبدو نصحی
عبدو نصحی (انگلیسی: Abdou Noshi; ۱ سپتامبر ۱۹۳۹ – ۱ مارس ۱۹۹۲) بازیکن فوتبال بود.
وی همچنین در تیم ملی فوتبال مصر بازی کرده‌است.